# Verkehrsverbund Mittelsachsen
Die Verkehrsverbund Mittelsachsen GmbH (VMS) ist ein Verkehrsverbund des öffentlichen Nahverkehrs (ÖPNV) im Großraum Chemnitz.

## Verbundgebiet

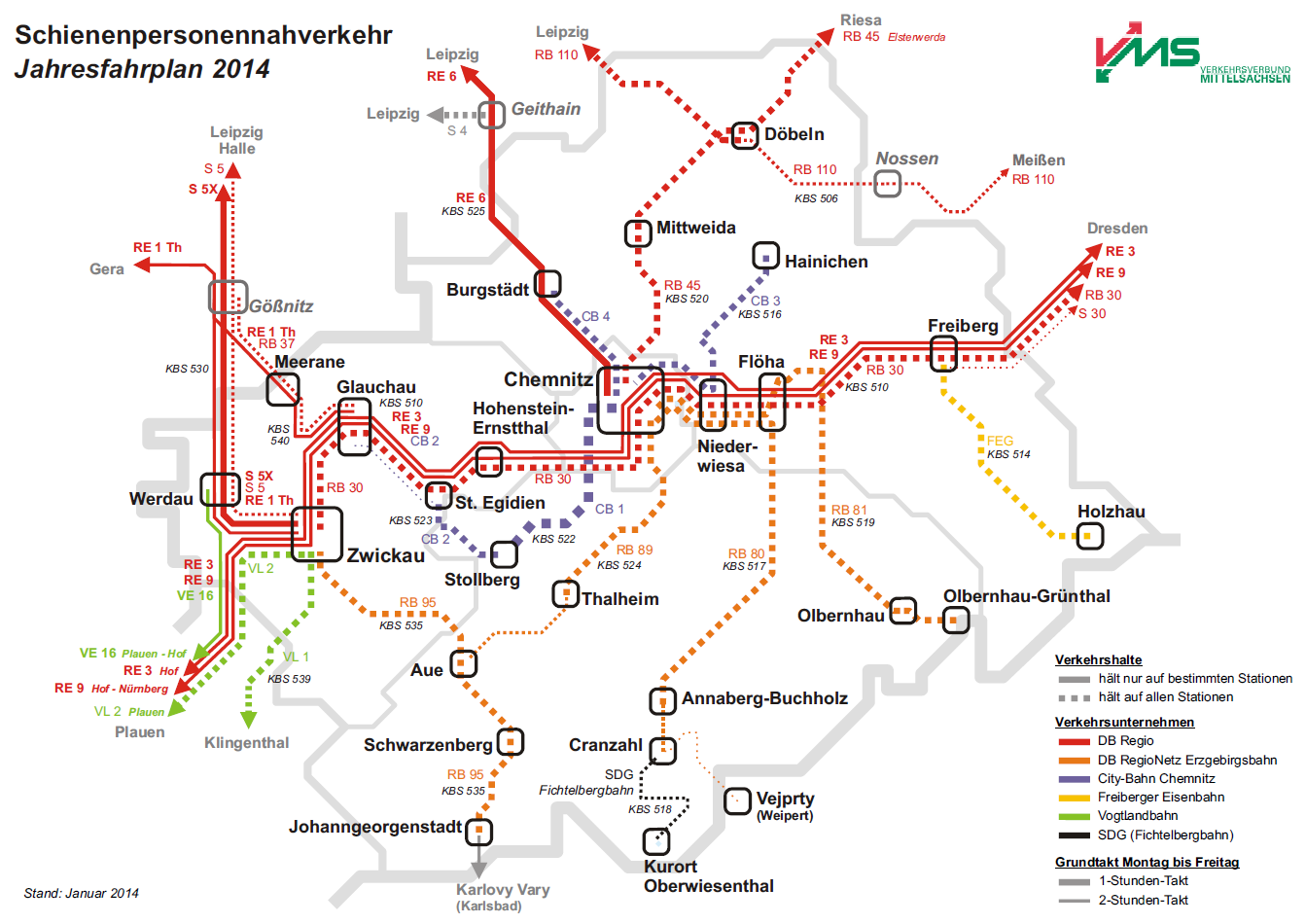
SPNV-Liniennetz (2014)

Der VMS erstreckt sich über die kreisfreie Stadt Chemnitz sowie die Landkreise Erzgebirgskreis, Zwickau und Mittelsachsen. Diese genannten Landkreise sowie die Städte Chemnitz und Zwickau sind Mitglieder des Zweckverbands Verkehrsverbund Mittelsachsen (ZVMS), welcher sich zur Aufgabenerfüllung seit dem 1. Juni 2004 der Verkehrsverbund Mittelsachsen GmbH bedient. Das Verbundgebiet umfasst eine Fläche von 5.115 km², in der 1,23 Mio. Menschen leben.

## Entstehung
Nachdem es bereits 1990 erste Überlegungen zu einem Gemeinschaftstarif gab, bereiteten die Verkehrsunternehmen ab 1995 die Gründung eines Verkehrsverbundes vor, die am 5. November 1997 erfolgte. Das erste Produkt des VMS war der gemeinsame Verbundfahrplan, gültig ab 24. Mai 1998. Seit dem 1. Dezember 1998 ist der von den oben genannten Gebietskörperschaften gebildete Zweckverband Verkehrsverbund Mittelsachsen (ZVMS) Aufgabenträger im Schienenpersonennahverkehr und übernahm damit die zuvor vom Land über die Landesverkehrsgesellschaft Sachsen wahrgenommenen Funktionen. Am 1. Januar 2002 wurde der gemeinsame Verbundtarif – ein Flächenzonentarif – eingeführt, der seitdem im Verbundraum bis auf wenige touristisch orientierte Sonderlinien für alle Eisenbahn-, Straßenbahn- und Buslinien gilt. Bei den Städtischen Verkehrsbetrieben Zwickau (SVZ) gilt der gemeinsame Tarif erst seit dem 1. November 2004. Vorher galt bei den SVZ deren Haustarif, der VMS-Tarif kam nur im Regionalverkehr zur Anwendung.
Zwischen 2004 und 2014 wurden jährlich zunächst drei, später sechs Ausgaben der Kundenzeitschrift „vms mobil“ herausgegeben. Für aktuelle Informationen stehen nun die Kundenzeitschriften der jeweiligen Bahnunternehmen zur Verfügung, außerdem erscheint seit Herbst 2013 dreimal jährlich das Freizeitmagazin „Entdeckertage“.
Im Juni 2018 gab der VMS bekannt, mit seinen Partnerunternehmen die Lieferung des ITCS (Intermodal Control System) beauftragt zu haben, welches mit dem bestehenden ITCS der CVAG verknüpft werden soll. Rund 1.000 Busse und 100 Straßenbahnen werden mit neuen Bordrechnern ausgestattet, sodass unter anderem eine automatische, unternehmensübergreifende Anschlusssicherung und eine einheitliche Echtzeitauskunft möglich werden. Die Kosten von rund 12 Millionen Euro bis 2020 werden zu 75 Prozent vom Freistaat Sachsen gefördert.

## Aufgaben
Neben der Koordination des SPNV, der Vereinheitlichung der Tarife und Steuerung des ÖPNV, ist die hoheitliche Aufgabe der Schülerbeförderung für die Landkreise Zwickau, Mittelsachsen und den Erzgebirgskreis, jedoch nicht in der kreisfreien Stadt Chemnitz, seit dem 1. Januar 2011 auf den ZVMS übergegangen. Dazu wurde am 24. Mai 2011 durch die Verbandsversammlung die Schülerbeförderungssatzung beschlossen, welche am 10. Juni 2011 in Kraft getreten ist.

## PlusBus
Zum 17. August 2019 führte der Verkehrsverbund Mittelsachsen PlusBus-Linien ein. Sie verkehren montags bis freitags im Stundentakt, in der Schulzeit wie auch in den Ferien einheitlich im Takt, am Wochenende und an Feiertagen mindestens im festen Zweistundentakt sowie sind mit dem Bahnverkehr und optimal mit weiteren Buslinien verknüpft:
Stand 15. Dezember 2024
| Linie | Endpunkte                       | Verlauf                                               | Verkehrsunternehmen         |
| ----- | ------------------------------- | ----------------------------------------------------- | --------------------------- |
| 116   | Hohenstein-Ernstthal ↔ Oelsnitz | Oberlungwitz – Gersdorf                               | Regionalverkehr Westsachsen |
| 129   | Zwickau ↔ Zwickau               | Königswalde – Werdau – Steinpleis                     | Regionalverkehr Westsachsen |
| 136   | Zwickau ↔ Bärenwalde            | Wilkau-Haßlau – Culitzsch – Kirchberg – Hartmannsdorf | Regionalverkehr Westsachsen |
| 152   | Zwickau ↔ Hohenstein-Ernstthal  | Mülsen – Lichtenstein – Gersdorf – Oberlungwitz       | Regionalverkehr Westsachsen |
| 207   | Chemnitz ↔ Olbernhau            | Gornau – Zschopau – Hohndorf – Marienberg             | Regionalverkehr Erzgebirge  |
| 210   | Chemnitz ↔ Annaberg-Buchholz    | Burkhardtsdorf – Thum – Ehrenfriedersdorf             | Regionalverkehr Erzgebirge  |
| 251   | Chemnitz ↔ Hohenstein-Ernstthal | Schönau – Mittelbach – Oberlungwitz                   | Regionalverkehr Westsachsen |
| 342   | Schwarzenberg ↔ Zwönitz         | Beierfeld – Grünhain                                  | Regionalverkehr Erzgebirge  |
| 383   | Chemnitz ↔ Aue                  | Aue – Schwarzenberg – Schneeberg                      | Regionalverkehr Erzgebirge  |
| 415   | Annaberg-Buchholz ↔ Aue         | Schlettau – Markersbach – Schwarzenberg – Lauter      | Regionalverkehr Erzgebirge  |
| 526   | Chemnitz ↔ Limbach-Oberfrohna   |                                                       | Regionalverkehr Westsachsen |
| 650   | Chemnitz ↔ Penig                | Röhrsdorf – Hartmannsdorf – Mühlau – Tauscha          | Regiobus Mittelsachsen      |
| 657   | Mittweida ↔ Limbach-Oberfrohna  | Markersdorf – Burgstädt – Hartmannsdorf               | Regiobus Mittelsachsen      |
| 682   | Mittweida ↔ Rochlitz            | Erlau – Neugepülzig – Zetteritz                       | Regiobus Mittelsachsen      |
| 750   | Freiberg ↔ Döbeln               | Großvoigtsberg – Nossen – Roßwein – Niederstriegis    | Regiobus Mittelsachsen      |
| 922   | Waldheim ↔ Döbeln               | Richzenhain – Hartha – Töpeln – Schweta               | Regiobus Mittelsachsen      |
| 924   | Waldheim ↔ Leisnig              | Richzenhain – Hartha – Gersdorf – Minkwitz            | Regiobus Mittelsachsen      |

## Verkehrsunternehmen
Im VMS kooperierende Partnerunternehmen sind:
- Bustouristik Schreiter KG
- Chemnitzer Verkehrs-Aktiengesellschaft
- City-Bahn Chemnitz GmbH
- DB Regio Südost
  - S-Bahn Dresden
  - S-Bahn Mitteldeutschland
- DB RegioNetz Verkehrs GmbH Erzgebirgsbahn
- Die Länderbahn GmbH
- Drahtseilbahn Augustusburg
- Freiberger Eisenbahngesellschaft mbH
- Fritzsche GmbH Taxi- und Busbetrieb
- Kaiser-Reisen
- Katzenstein-Reisen Peter Meyer e.K.
- Mitteldeutsche Regiobahn
  - Transdev Regio Ost GmbH
  - Bayerische Oberlandbahn GmbH
- Omnibusbetrieb Edith Meichsner GmbH
- Regiobus Mittelsachsen GmbH
- Regionalverkehr Erzgebirge GmbH
- Regionalverkehr Westsachsen GmbH
- Reisedienst Einhorn e.K.
- Reisedienst Gerhart Kaiser GmbH
- Schubi-Tours
- Sächsische Dampfeisenbahngesellschaft GmbH
- Städtische Verkehrsbetriebe Zwickau GmbH
- TJS Reisedienst GmbH
- Wendler Reisen
- Zacharias Verkehrsbetrieb GmbH & Co. KG

Weitere im Verbundgebiet fahrende Verkehrsunternehmen sind:
- Göltzschtal-Verkehr GmbH Rodewisch
- Busbetrieb Piehler GmbH & Co. KG Seelingstädt
- Personen- und Reiseverkehrs GmbH Greiz
- Regionalbus Leipzig GmbH
- Regionalverkehr Sächsische Schweiz-Osterzgebirge GmbH
- Regionalverkehr Gera/Land GmbH
- Reichenbacher Verkehrsbetrieb Gerlach GmbH
- THÜSAC Personennahverkehrsgesellschaft mbH
- Verkehrsgesellschaft Meißen mbH

## Fahrradmitnahme
Inhaber beliebiger Fahrkarten können ihr Fahrrad im VMS kostenfrei mitnehmen – das gilt jedoch nicht für das Deutschlandticket. Für Nutzer des Deutschlandtickets ist für die Mitnahme eines Fahrrades eine spezielle Fahrradkarte erforderlich, das sogenannte VMS-DeutschlandTicket+.

## Sonstiges
Der VMS hatte vom Februar 2003 bis zum August 2017 einen Fahrgastbeirat. Stattdessen finden nun ein- bis zweimal jährlich an unterschiedlichen Orten Fahrgastforen des VMS statt.